# Absalon
 For alternative betydninger, se Absalon (flertydig). (Se også artikler, som begynder med Absalon)
Absalon (født ca. 1128 i Fjenneslev, død 21. marts 1201 i Sorø Kloster) var en politisk indflydelsesrig dansk biskop, ærkebiskop og statsmand, der var biskop i Roskilde fra 1158 til 1192 og ærkebiskop i Lund fra 1178 til sin død. Han var landets vigtigste politiker og kirkefader i anden halvdel af 1100-tallet, og han var kong Valdemar 1. den Stores nærmeste rådgiver. Han var en vigtig personlighed i Danmarks territoriale udvidelse i Østersøen, europæiseringen i det tætte forhold til Vatikanet og i at reformere forholdet mellem kirken og offentligheden. Han kombinerede idealer fra den gregorianske reform med loyal støtte til stor magt til monarkiet.
Absalon Assersen var af den indflydelsesrige Hvideslægt. Hans forældre var Asser Rig og Inger Eriksdatter og hans farfar var Skjalm Hvide. Slægten ejede store jordområder på Sjælland. Han var fosterbroder til Valdemar 1. den Store og broder til Esbern Snare. Han bemidlede adskillige kirkeinstitutioner, særligt Sorø Klosterkirke, der var familiens kirke. Han modtog flere landområder af kronen, og han opførte den første fæstning i byen, der kom til at udvikle sig til det moderne København. Hans hverv som hhv. ærkebiskop og biskop i Roskilde blev overtaget af to af hans fætter Sune Ebbesens sønner, Anders Sunesen og Peder Sunesen. Han døde i 1201 og blev begravet i Sorø Klosterkirke.

## Liv og gerning
Absalon blev født i Fjenneslev på Midtsjælland. Han blev født ind i den rige og indflydelsesrige sjællandske adelsslægt Hvideslægten. Absalons far Asser Rig var en af rigets mægtigste mænd, og hans mor Inge var datter af Erik af Haraldssted, jarl af Falster og Cæcilia datter af Knud d. 4. Allerede fra fødslen var det sikkert meningen, at Absalon som den yngste dreng skulle gøre karriere inden for kirken, medens hans storebror bestyrede familiens ejendomme.

### Sagnet om Absalons fødsel
Ifølge et gammelt sagn, der gengives af Saxo Grammaticus blev Absalon født, mens hans fader Asser Rig var i vendernes land. Asser Rig havde, inden han rejste fra sin gravide kone, sagt, at hvis hun fødte en pige, mens han var borte, skulle der bygges et spir på Fjenneslev Kirke, som han var i færd med at bygge, men hvis der blev født en dreng, skulle der et rigtigt tårn på kirken. Da Asser Rig senere kom hjem, var der to tårne på kirken, da han havde fået tvillingerne Esbern Snare og Absalon.
Men det er blot et sagn, for Esbern Snare og Absalon var ikke tvillinger. Esbern var et par år ældre end Absalon.

### Barndom og ungdom
Sin barndom tilbragte han på fædrenegården Fjenneslevlille, der lå lige ved siden af Fjenneslev kirke, hvor også Knud Lavards søn Valdemar opfostredes; her lagdes grunden til det venskab, der fik så rige følger i Danmarks historie. Drengen blev ypperlig i al slags idræt og hærdedes til mageløs udholdenhed, men samtidig gav han sig i lag med boglige studier og lyttede til sagnene om fædrenes dåd; de stolte minder lyste des stærkere, fordi Absalons barndomsår var en mørk tid for fædrelandet, og de gav Absalon den brændende begejstring for Danmarks saga og drivkraften til hans egen historiske gerning.
I ynglingeårene oplevede han, at kong Erik Lam og hans fader døde i munkekutten. Selv ønskede han at vie kirken sine kræfter, og mens Valdemar kastede sig ind i tronstriden mellem Svend Grathe og Knud 5., drog Absalon til universitetet i Paris, der netop havde vundet ry som lærdommens ypperste sæde; han er sikkert den første dansker, der har studeret i Seine-staden. Fra ca. 1146-1156 var Absalon under uddannelse som teolog. Latinlæsningen, de filosofiske og teologiske forelæsninger og disputereøvelserne skærpede Absalons forstand, men tillige modtog han stærke indtryk af det kirkelige opsving, som havde abbed Bernhard af Clairvaux til fører; selv trådte han ind i præstestanden, og han kom i forbindelse med tidens bedste mænd, blandt andet lærte den senere Abbed Vilhelm at kende. Samtidig tog han lære af Frankrigs politiske forhold; han så det fremadstræbende kongedømme i dets pagt med præstestanden, og den store statsmand, Abbed Suger af Skt. Denis, er bleven hans forbillede.

### Samling af det splittede land
Senest 1156 kom Absalon tilbage til Danmark, hvor der nu var tre konger og alt var i uføre. Absalon og Esbern fulgte Valdemar, og de blev af ham sendt i et vigtigt ærinde til hans medkonge, Knud (vinteren 1156—57). Ved Svends og Valdemars forligsmøde i Odense var Absalon eneste vidne. Under Blodgildet i Roskilde var Absalon til stede, da overfaldet skete. I mørket greb han den døende Knud i sine arme; han troede, det var Valdemar. Men da Knud havde udåndet, mærkede han fejltagelsen og sprang op. Koldblodig gik han ud af hallen midt mellem Svends krigere, men på gaden blev han standset og ville være blevet dræbt, om en af Svends mænd ikke havde holdt sine fæller tilbage. Absalon fik nu en hest og red til Fjenneslev. Kort efter kom Valdemar til gården som såret flygtning, og ved Fru Inges snilde og Esberns vovemod slap han over til Jylland. Da han her havde sejret over Svend og var bleven enekonge i landet, begyndte det store samvirke mellem ham og Absalon til Danmarks genrejsning. Endnu i 1157 fik han ved sin indflydelse Absalon valgt til biskop i Roskilde. Dermed havde Absalon fået en stilling, hvor han ret kunne udfolde sin mægtige personlighed. Han tog straks fat på at jævne tingtrætter og opløse al den tvedragt, som var tronkrigens efterveer, og Svends tilhængere vandt han ved mildhed og højsind. Da Valdemar i 1157 blev enekonge over Danmark, fik Absalon stor indflydelse på regeringen.

### Biskop i Roskilde
Absalons største nationale opgave var dog at samle de danske til venderkampen; thi venderne var herrer i sund og bælt, de havde lagt Fyn og Jyllands østkyst øde, og de havde sat sig fast på de sydlige øer, så Danmark var bragt til afgrundens rand. Personlig indledede Absalon den ny tid ved en sejr over venderne. Det var i foråret 1158, at han hørte om deres vikingefærd i Vestsjælland; han kastede sig da imod dem med sine svende og slog dem ved Boslunde. Men gjaldt det større tog, var det svært at overvinde danskernes vante slaphed. Straks efter, da det første vendertog skulde udgå, lod Valdemar sig kue af folkets dumpe selvopgivelse og gav flåden hjemlov; men han måtte høre bitre ord af Absalon derfor. Fra 1159 blev det imidlertid alvor med vendertogene, og Absalon var sjælen i denne kamp. I begyndelsen nøjedes man med raske små vikingefarter; men under disse opdrog Absalon sine landsmænd til at kæmpe og sejre. Ved angreb var han forrest, ved tilbagetog bagest, han færdedes, hvor faren var størst, og han vidste råd, når alle sunde syntes lukkede. Imellem togene holdt han selv vagt med sine skibe; end ikke vinterkulden ænsede han.
Allerede det 3. vendertog i 1160 tog større sigte, og her gik man frem i forståelse med sachserhertugen Henrik Løve; da ingen anden turde påtage sig en eventyrlig sendelse til hertugen, meldte Absalon sig straks til det farlige ridt gennem venderlandet, og i god behold kom han tilbage til den bekymrede Valdemar. Ved dette tog kom Rügen under dansk højhed; men foreløbig fik Valdemars herredømme her dog kun kort varighed.
Ved det 4. vendertog i 1162 fik danskerne foden indenfor på det vendiske fastland; men dette vakte Henrik Løves modvilje. Samtidig udbrød der strid mellem kong Valdemar og ærkebiskop Eskil; forgæves søgte Absalon at mægle, han kunne ikke afværge Eskils ydmygelse og landflygtighed. Meget mod Absalons vilje spildtes der også tid og kræfter ved Valdemars møde med kejser Frederik I i Burgund i 1162; Absalon optrådte frygtløst over for kejseren, men måtte til sin harme se Valdemar hylde ham som lensherre. Snart vandt han dog større indflydelse på sin ven, drog ham bort fra den kejserlige kirkepolitik og understregede bruddet ved at styrke Dannevirke med Valdemarsmuren.
Også de følgende år udrettedes der lidet ved venderkampen; Rügen, som efter Henrik Løves tilskyndelse var faldet fra, avede man dog ved to raske hærtog i 1166. For øvrigt svækkedes man af det spændte forhold til sachserhertugen, af fejde med Erling Skakke i Norge og af Buris’ opposition. En tid talte Absalon Buris’ sag og håbede at vinde ham; men Buris’ forræderi ødelagde alt. Erling Skakke angreb forgæves Absalon ved Havn. Senere var Absalon med på Valdemars 2. Norgestog i 1168, og da ledingsmændene ville vende om ved Vikens kyster, udvirkede Absalon, at toget fortsattes langs Norges kyst helt op til Trøndelagen; men det var kun en demonstration, ikke noget erobringstog. I disse år, da man var truet fra alle sider, skabtes der et nyt kystværn: Vordingborg, Sprogø borg, Kalundborg osv. På Holmen ved Havn, som Valdemar havde skænket ham, rejste Absalon en stærk kridtstensborg, og han omgav den opblomstrende by inden for borgen med mure; derfor har Absalon det ypperste navn i Københavns historie.
Imidlertid havde Absalon udsonet Valdemar med Eskil, og efter hjemkomsten sluttede den gamle ærkebiskop sig ivrig til sin yngre kaldsfælles store gerning. Nu genoptoges vendertogene med fuld Kraft. Rügen var atter faldet fra; men det glimrende 11. vendertog i 1169 lagde øen varigt under Danmark. Det var Absalon, der erobrede klinteborgen Arkona, der syntes uindtagelig, og fik den anden hovedborg, Karenz, til at overgive sig uden sværdslag; gudebillederne splintredes og brændtes, rügenboerne døbtes, det hele gennemførtes på en gang, men i tre døgn fik Absalon heller ikke søvn. Det var en vel tjent løn, da paven lagde Rügen ind under Absalons bispestav. En stor sejr af anden art vandt Absalon på Ringstedmødet i 1170, da han og Eskil skrinlagde Knud Lavards ben og kronede kongebarnet Knud; på dobbelt vis sikrede kirken således Valdemarernes trone. Tilmed brød Absalon nu helt ny veje som forsvarets leder. Da danskerne nemlig tog hele byttet fra Rügen, hidsede Henrik Løve venderne til planmæssige vikingetog mod Danmark, og nøden var stor; men Absalon udtog hvert 3. skib af ledingen, bemandede dem med ungt mandskab og skabte derved jævnsides den sædvanlige leding en fast udliggerflåde. Samtidig dannedes en stående elitehær af stærkt væbnede hærmænd, og man for mod venderne både i øst og vest; på et tog mod Pommern i 1170 havde Absalon ved sin dristighed nær sat alt på spil. Trods den vældige kraftudfoldelse afstod man til sidst halvdelen af tributten fra Rügen til Henrik Løve, og i en fejde med Pommern 1176—78 havde man ham derfor atter til forbundsfælle. Grum var den kamp, Absalon førte i det nylig kristnede land, men hans energi var uimodståelig; ved et lynsnart tog på kun 9 dage tvang han til sidst Pommernfyrsterne til at købe fred; med vendernes overfald på Danmark var det nu for stedse forbi.

### Ærkebiskop
Ved selvsamme tid steg Absalon til den højeste kirkelige værdighed. Eskil fik pavens minde til at nedlægge sit embede og kåre sin efterfølger, og på et bevæget møde i Lunds Domkirke kårede han Absalon til ærkebiskop, men Absalon vægrede sig og stred imod, da kannikerne med magt ville sætte ham i Eskils stol i 1177. Begge parter appellerede til Rom, og paven bød Absalon at overtage ærkesædet, men tillod ham tillige at styre Roskilde Stift; så måtte Absalon tiltræde det ny embede i 1178. Hans modstand viste sig dog vel grundet. Skåningerne rejste sig mod hans sjællandske frænder, der nu sad som fogeder på skånske gårde, Absalon blev fordreven og måtte ty til væbnet opbud fra de andre landsdele; først efter hårde kampe ved Dysje Å og Lomme Å var han atter herre (1180—82).
Samtidig tyngedes han af sorg over Valdemars død; men den unge kong Knud var Absalons fostersøn, og Absalon fik større magt end nogen sinde. Han lod Knud undgå al lenshylding over for den tyske kejser, og med overlegen dygtighed udnyttede han svaghederne i den tyske rigsstyrelse til at skabe Danmark en stormagtsstilling ved Østersøen. Hertug Bugislav fejdede mod Jarimar, Danmarks tro lensfyrste på Rügen, og trods våbenstilstand forberedte han et overfald; men brat kom Absalon sin vendiske ven til hjælp og overraskede Bugislav i Rügensundet 2. Pinsedag 1184; det blev den største søsejr, danskerne nogen sinde har vundet. Med vidunderlig kraft gjorde Absalon nu nye krigstog mod Pommern; til sidst måtte Bugislav udrede store summer og give sig ind under Danmark ved det 22. vendertog i 1185. Ved snild, men hensynsløs politik lagde man samtidig Obotriterfyrsterne under sig, og således blev Knud "Vendernes Konge". Snart brød Absalon åbenlyst med den tyske kejser og lod venderne forurolige grænserne, mens Stauferne var optagne af korstog og af de italienske forviklinger. Og hvad der var vundet, sikrede Absalon ved sin fasthed den gang, Biskop Valdemar blev landsforræder og ville gøre sig til konge under tysk højhed i 1192. Absalon trodsede kirkerettens bud for at redde sin livsgerning: han kastede den indviede biskop i fængsel, ænsede ikke pavens bønner og trusler og fylkede sejrrig de danske bisper til værn om tronen.

### Kirkelige gerninger
Efter den tid træder Absalon mindre frem som statsmand. Han modtog gæstfrit ærkebiskop Erik af Nidaros og de andre norske bisper, som var flygtede for Sverre, men han greb ikke direkte ind i Norges forhold. Absalon fik sin frænde Peder Sunesen gjort til biskop i Roskilde og medhjælper i ærkestiftet i 1191; men helt opgav han dog ikke styrelsen af sjællænderne. De kirkelige pligter trådte nu mere i forgrunden. Her havde Absalon også udført en stor gerning. Med sine sjællændere sluttede han i 1171 den overenskomst, der kaldes "den sjællandske kirkeret", og gennemførte for første gang bispetienden, men tillod bønderne at vælge deres sognepræster og gav også på andre områder afkald på de kanoniske krav. Ligeledes havde han del i den tilsvarende "skånske kirkeret". Som ærkebiskop virkede han myndigt og urokkeligt for præsternes cølibat og for mere ensartet gudstjeneste, der tillige højnedes ved den franske kirkemusik. Hans levende sans for det festlige gav sig også udtryk i kirkernes udstyr: Lunds Domkirke fik sit statelige tårnparti og rig skulpturudsmykning, men også landsbykirkerne fik knejsende tårne, stundom tvillingtårne (Merløse, Fjenneslev, flere skånske kirker), og ypperlige kalkmalerier (Fjenneslev, Væ); med Absalon slog også den ny sjællandske teglstenskunst igennem.

### Klostergrundlæggelser
Frem for alt har Absalon dog et stort navn i Danmarks klosterhistorie. Fra Paris hentede han sin berømte ven Vilhelm og satte ham til at reformere det udartede kannikesamlag på Eskilsø; senere flyttede han klosteret til Æbelholt og gjorde det ved rige gaver til et af Danmarks største. Derimod fik Asserbo Kloster, som han grundlagde for franske karteusere, kun en kort levetid. Cistercienserne yndede han særlig. Det sygnende Sorø omdannede han 1161 til et stort Cistercienserbo, og da han skænkede det største delen af sine mange godser, fik det førstepladsen blandt de danske klostre; han rejste også nye klosterbygninger, og Sorø Kirke står endnu som et minde om Absalon. Ligeledes omdannede han den lille stiftelse for Benediktinernonner ved Vor Frue Kirke i Roskilde til en anseligt cistercienserkloster, og det modtog store offergaver, da Absalon havde ført sin myrdede frænke Hellig Margrethes ben til kirken.
Ved nonner herfra grundlagde han Bergen Kloster på Rügen, ved munke fra Esrom Kloster havde han allerede tidligere grundlagt Dargun Kloster og Kolbazc Kloster på det vendiske fastland, og ved klosterbrødre fra Sorø stiftede han Aas Kloster i Halland.

### Sidste tid, død og begravelse
I Sorø Kloster tilbragte han sine sidste levedage. Her uddelte han sit løsøre: sølvskåle, skindkapper, heste osv., og betænkte rigelig de landflygtige norske bisper. Jordegodset var allerede tidligere fordelt; Havn med sit store tilliggende havde han skænket Roskilde Bispestol. Ærkebiskop Absalon døde i påsken 1201 i Sorø Kloster. Han blev efterfulgt som biskop af sin fætter Anders Sunesen.
Absalon blev gravlagt i Sorø Klosterkirke, som han selv havde ladet opføre. Liget blev lagt i en blykiste, der nedsattes i en muret grav i højkoret. Absalons ligsten blev opsat i 1536. Det var flere hundrede år efter hans død, så der er ikke tale om et egentligt portræt.

## Åbningen af Absalons grav
I 1536 blev graven åbnet for første gang i overværelse af Christian 3., og her fandt man ærkebispen liggende i fuldt skrud med bispehue, bispering og bispestav. Ved samme lejlighed blev der udført en prægtig gravsten i den nye renæssance-stil.
Kongen tilbød ved den lejlighed ringen til biskop Peder Palladius, der dog afslog. Ringen, der er af guld med en indfældet blå safir blev opdaget, da graven blev åbnet for anden gang i begyndelsen af 1800-tallet, og er i nutiden udstillet på Nationalmuseet i København. Graven har i øvrigt været åbnet en tredje gang i 1947, hvor skelettet blev undersøgt.

## Eftermæle

### Sagn om Absalon i krig
I 1159 finder vi første gang vidnesbyrd om bispen med sværd i hånd. Palmesøndag var Absalon blevet alarmeret om en vendisk landgang ved Boeslunde, der dengang var vandforbunden med Storebælt; da vinder Absalon navnkundig hæder, da han med atten af sine hofmænd går de vendiske vikinger i møde, skønt det var mandskabet fra fire og tyve skibe, de fik at kæmpe imod. Sagnet vil vide, at han nedlagde størstedelen, og drev de andre på flugt ind i de nærliggende skove. Det hedder derfor om ham: „med Peders Sværd den Hyrde god/ ej fared frem med Lempe." Herom vidner en mindesten sat ved Boeslunde Kirke.
Om Absalon står der respekt hos Saxo Grammaticus – som biskop og som kæmpe (kriger):
Med Bispestaven Kiempen ståer en Konning mellem Klerke
Med Ordets Glavind ingen ståer som Absalon hin stærke
Med Hellebard og Brynje blå på Hingsten Bispen skinner
På blodig Val ej Dansken så en større Sejervinder

### Mindesmærker for Absalon

#### Statue på Højbro Plads
I 1901, som var 700-året for Absalons død, blev der på Højbro Plads i København indviet en rytterstatue, hvor ærkebiskoppen skuer over mod Slotsholmen, hvor han grundlagde sin borg. Statuen blev udført af billedhuggeren Vilhelm Bissen og viser byens grundlægger siddende højt på sin stejlende hest. Han er skildret som kriger i hjelm og ringbrynje og med stridsøksen i hånden. Hans træk menes at være taget fra ligstenen på hans sarkofag i Sorø.
Sokkelens udformning skyldes Martin Nyrop, som også formulerede indskriften: "Han var modig, snild og fremsynet – en ynder af lærdom – med ren vilje Danmarks trofaste søn".
Den røde teglstenssokkel er dekoreret med vikingeslyng og svømmende sild som en hentydning til Øresunds skjulte rigdom og indtægtskilde. Desuden ses et våbenskjold med rosenkors og to himmelnøgler på kors, en henvisning til Absalons mere fredelige virke som Roskildebisp.

#### Statue af Absalon på Københavns Rådhus
I 1901 blev der midt på rådhusets facade mod Rådhuspladsen indviet en portrætstatue delvis forgyldt bronze af Absalon, også udført af Vilhelm Bissen. Absalon er fremstillet under en baldakin, forgyldt i biskoppeligt ornat med bispehue og krumstav.
Frisen derover er udført efter tegning af Martin Nyrop. Statuen blev modelleret 1872 og omarbejdet og støbt 1899-1900. På konsollens forside er der indgraveret i bronzen: "S D G" [Soli Deo Gloria, på dansk: Gud alene æren]. I skriftbånd rundt langs nichens kant er indgraveret: "ERKEBISKOP ABSALON MCXXVIII-MCCI SIÆLLANDS BISKOP DENNE STADS GRVNDLÆGGER"
Ved hans fødder ses to våbenskjolde; det venstre med Skt. Laurentius og hans rist henviser til Absalons tid som ærkebiskop i Lund, det højre med rosenkors og to himmelnøgler henviser til hans tid som biskop i Roskilde.

## Krigsskibe opkaldt efterAbsalon
Absalon har givet navn til flere af søværnets krigsskibe. Panserskonnerten Absalon 1862-1908 og inspektionsskibet Absalon 1911-1923. Senest til det fleksible støtteskib L16 Absalon fra 2004, som i oktober 2020 skiftede typebetegnelse til fregat F341 Absalon